# 阿尔德翁特
阿尔德翁特，是西班牙卡斯蒂利亚-莱昂塞戈维亚省的一个市镇。 总面积21平方公里，总人口96人（2001年），人口密度5人/平方公里。